# خانه منفرد
خانه منفرد مربوط به دوره پهلوی اول است و در کرمان، خیابان شهدای فتح آبادان، کوچه فتح آبادان۷، پ ۲۸ واقع شده و این اثر در تاریخ ۱۲ تیر ۱۳۸۴ با شمارهٔ ثبت ۱۲۰۱۱ به‌عنوان یکی از آثار ملی ایران به ثبت رسیده است.